# 日本基督教団佐賀教会
日本基督教団佐賀教会（にほんきりすときょうだんさがきょうかい）は、佐賀県における最古のプロテスタント教会である。
1854年（安政元年）に佐賀藩家老の村田政矩が、長崎港の海上で1冊の聖書を拾い上げたのをきっかけに、G・H・F・フルベッキの教えを乞い、村田綾部と共に受洗する。
村田たちは久保田在で聖書の和訳に取り組みながら集会を続けた。この集会から川崎敏雄と吉冨祇貞らの伝道者が育った。そして、長崎の日本基督一致教会から瀬川浅、栗原賢明が応援に来て集会は発展した。
1880年（明治13年）2月に会堂を辻堂に移し、辻堂聖書講義所と呼ばれる教会になった。1881年（明治14年）アメリカ・オランダ改革派教会より留川一路が佐賀伝道の責任者として正式に派遣され教会の基礎を築いた。1885年（明治18年）に佐賀伝道所と改称した。川崎敏雄が定住伝道者として就任した。
1890年（明治23年）には佐賀市与賀町にヘンリー・スタウトの設計による会堂を落成し、日本基督教会の佐賀伝道拠点になった。
1892年（明治25年）独立が承認され日本基督教会佐賀教会を改称し、川崎敏雄が初代牧師になる。アルバート・オルトマンスが主管宣教師になる。
1941年（昭和16年）には日本基督教団に加入する。